# Sheykh Jān
Sheykh Jān (persiska: شیخ جان) är en ort i Iran.   Den ligger i provinsen Östazarbaijan, i den nordvästra delen av landet, 500 km väster om huvudstaden Teheran. Sheykh Jān ligger 1 658 meter över havet och antalet invånare är 250.
Terrängen runt Sheykh Jān är platt åt nordväst, men åt sydost är den kuperad. Sheykh Jān ligger nere i en dal. Runt Sheykh Jān är det ganska glesbefolkat, med 22 invånare per kvadratkilometer. Närmaste större samhälle är Bolūkābād, 3,3 km nordost om Sheykh Jān. Trakten runt Sheykh Jān består i huvudsak av gräsmarker.